# ابن الدهان البغدادي
ابن الدَّهَّان البَغْدَادي (494-569ه‍ = 1100-1174م) هو سعيد بن المبارك بن علي الأنصاري، أبو محمد، ويعرف اختصارًا بابن الدهان، هو عالمٌ باللغة والأدب، مولده ومنشأه في بغداد، ثم انتقل إلى الموصل فأكرمه الوزير جمال الدين الأصفهاني، فأقام يقرئ الناس. وضع تصانيفًا كثيرة، وكان قد أبقاها في بغداد، ولكن عندما طغى عليها السيل، أرسل من يأتيه بها إلى الموصل، فحملت إليه وقد أصابها الماء، فأشير عليه أن يبخرها ببخور، فأحرق لها قسماً كبيراً أثر دخانه في عينيه فعمي، وبقيَّ في الموصل حتى توفي.
من مؤلفاته: «تفسير القرآن» في أربع مجلدات، «شرح الإيضاح لأبي علي الفارسي» في أربعين جزء، «الدروس» في النحو، «الأضداد»، «النكت والإشارات على ألسنة الحيوانات»، «ديوان رسائل»، «ديوان شعر»، «سرقات المتنبي»، «زهر الرياض» في سبع مجلداتٍ.

## روابط خارجية
- ابن الدهان البغدادي على موقع موسوعة الديوان الشعرية